# Romesco

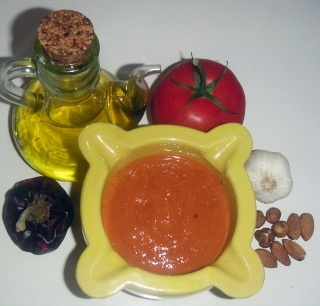
Romesco-Sauce

Romesco oder Romescu [ru'mɛsku] ist eine würzige, leicht scharfe Sauce aus der Provinz Tarragona in  Katalonien. Sie wird aus Tomaten, Knoblauch, Mandeln, Haselnüssen, getrockneten Paprikas, geröstetem Brot, Olivenöl, Weinessig und Wein zubereitet.
Romesco begleitet Fischgerichte, gegrilltes Fleisch, Gemüse, Schnecken und auch das katalanische Zwiebelgericht Calçots. Die Sauce Salvitxada, die ebenfalls zu Calçots gereicht wird, ist Romesco sehr ähnlich, enthält aber weniger Tomate und mehr Paprika.
Der für Romesco verwendete Paprika heißt nyora. Ist er nicht verfügbar, kann er durch andere getrocknete Paprikaschoten ersetzt werden.
Es gibt zahlreiche Variationen der Sauce. In der Stadt Cambrils in Katalonien wird jährlich ein Romesco-Fest abgehalten, wo die Teilnehmer ihre besten Saucen präsentieren.